# Leichtathletik-Länderkampf der Frauen 1988 BR Deutschland – DDR
| 12. Leichtathletik-Länderkampf mit bundesdeutscher Beteiligung 1988 | 12. Leichtathletik-Länderkampf mit bundesdeutscher Beteiligung 1988 |
| ------------------------------------------------------------------- | ------------------------------------------------------------------- |
|                                                                     |                                                                     |
| Ländervergleich der Frauen: BR Deutschland – DDR                    |                                                                     |
| Austragungsort                                                      | Düsseldorf                                                          |
| Wettbewerbe                                                         | 17                                                                  |
| Datum                                                               | 19./20. Juni                                                        |
| 1. GDR 2. FRG                                                       | 119,5 Punkte 059,5 Punkte                                           |
| Chronik                                                             |                                                                     |
| ← FRG-GDR (M)                                                       | GBR-FRG Hürden/00 Sprung/Wurf (F) →                                 |

Den zwölften Vergleich des Länderkampfjahres 1988 bestritten die bundesdeutschen Frauen parallel mit ihren männlichen Kollegen am 19./20. Juni in Düsseldorf ebenfalls gegen die DDR. Zum ersten und einzigen Mal wurde dieser Leichtathletik-Länderkampf zwischen den beiden deutschen Staaten ausgetragen. Dieser Vergleich stand ein gutes Jahr vor dem Fall der Berliner Mauer immer noch unter der Problematik des Ost-West-Konflikts. – Genaueres siehe dazu im übergeordneten Artikel zu den Länderkämpfen des Jahres 1988.

## Modus
Ausgetragen wurden neben den fünfzehn Wettbewerben des damaligen olympischen Frauenprogramms noch ein Rennen über 5000 Meter sowie ein Gehwettbewerb über 10 Kilometer. Jede Mannschaft konnte mit drei Teilnehmern pro Disziplin antreten, von denen die beiden Besten gewertet wurden. Die DDR bestritt sieben Disziplinen mit nur zwei Athletinnen, die Bundesrepublik Deutschland stellte in zwei Wettbewerben nur zwei Vertreterinnen. Gewertet wurde nach dem Standardsystem.

## Ergebnis
Die Überlegenheit der DDR-Athletinnen hätte kaum größer sein können, was jedoch bei der überall durch Weltklassesportlerinnen vertretenen DDR kaum verwundert. Die bundesdeutschen Leichtathletinnen kamen mit dem Hochsprung nur zu einem einzigen Disziplingewinn. Alle anderen sechzehn Wettbewerbe entschied die DDR für sich, vierzehn davon mit Doppelerfolgen. In der Länderkampfwertung bedeutete das am Ende eine Niederlage für die Bundesrepublik Deutschland mit 59,5 zu 119,5 Punkten.
Anmerkung zum Ergebnis:
In den Angaben der Quelle (Länderkämpfe. In: DLV-Jahrbuch 1988/89 (Hrsg.: Leichtathletik Fördergesellschaft mbH), Darmstadt 1988, S. 302) muss ein Fehler vorliegen. An keiner Stelle ist eine Gleichplatzierung einer Athletin aus der DDR mit einer bundesdeutschen Vertreterin ausgewiesen. Deshalb müssten die Punktesummen beider Länder ganzzahlig sein, was jedoch nicht der Fall ist. Somit muss es entweder irgendwo eine solche Gleichplatzierung geben oder die Angabe der Punktesummen ist falsch. Eine Gleichplatzierung könnte am ehesten im Hochsprung vorliegen. Dort sind drei Springerinnen auf den Plätzen zwei bis vier mit identischer Höhe aufgelistet. Für das Gesamtresultat des Länderkampfs ist diese Problematik bei derartiger Überlegenheit der DDR allerdings völlig irrelevant.

## Legende
Kurze Übersicht zur Bedeutung der Symbolik – so üblicherweise auch in sonstigen Veröffentlichungen verwendet:
| DNF | nicht im Ziel (did not finish) |

## Einzelresultate

### 100 m
| Platz | Athletin          | Land | Zeit (s) |
| ----- | ----------------- | ---- | -------- |
| 1     | Marlies Göhr      | GDR  | 11,02    |
| 2     | Silke Möller      | GDR  | 11,15    |
| 3     | Ingrid Lange      | GDR  | 11,33    |
| 4     | Andrea Thomas     | FRG  | 11,39    |
| 5     | Silke-Beate Knoll | FRG  | 11,52    |
| 6     | Ina Cordes        | FRG  | 11,77    |

Datum: 19. Juni
Wind: −0,6 m/s

### 200 m
| Platz | Athletin          | Land | Zeit (s) |
| ----- | ----------------- | ---- | -------- |
| 1     | Heike Drechsler   | GDR  | 21,94    |
| 2     | Andrea Thomas     | FRG  | 23,20    |
| 3     | Sabine Günther    | GDR  | 23,24    |
| 4     | Silke-Beate Knoll | FRG  | 23,40    |
| 5     | Ina Cordes        | FRG  | 23,45    |

Datum: 20. Juni
Wind: −1,3 m/s
Die DDR stellte in diesem Wettbewerb nur zwei Teilnehmerinnen.

### 400 m
| Platz | Athletin          | Land | Zeit (s) |
| ----- | ----------------- | ---- | -------- |
| 1     | Petra Müller      | GDR  | 49,65    |
| 2     | Dagmar Neubauer   | GDR  | 50,45    |
| 3     | Kirsten Emmelmann | GDR  | 50,47    |
| 4     | Ute Thimm         | FRG  | 51,69    |
| 5     | Helga Arendt      | FRG  | 51,77    |
| 6     | Gisela Kinzel     | FRG  | 52,32    |

Datum: 19. Juni

### 800 m
| Platz | Athletin          | Land | Zeit (min) |
| ----- | ----------------- | ---- | ---------- |
| 1     | Christine Wachtel | GDR  | 1:58,13    |
| 2     | Sigrun Wodars     | GDR  | 1:58,49    |
| 3     | Sabine Zwiener    | FRG  | 1:59,33    |
| 4     | Gabriela Lesch    | FRG  | 1:59,42    |
| 5     | Ute Lix           | FRG  | 2:00,89    |

Datum: 19. Juni
Die DDR stellte in diesem Wettbewerb nur zwei Teilnehmerinnen.

### 1500 m
| Platz | Athletin        | Land | Zeit (min) |
| ----- | --------------- | ---- | ---------- |
| 1     | Andrea Hahmann  | GDR  | 4:03,87    |
| 2     | Heike Oehme     | GDR  | 4:04,87    |
| 3     | Katrin Wühn     | GDR  | 4:07,27    |
| 4     | Margrit Klinger | FRG  | 4:12,30    |
| 5     | Roswitha Gerdes | FRG  | 4:18,61    |
| DNF   | Gabriela Lesch  | FRG  |            |

Datum: 20. Juni

### 3000 m
| Platz | Athletin            | Land | Zeit (min) |
| ----- | ------------------- | ---- | ---------- |
| 1     | Birgit Barth        | GDR  | 8:51,04    |
| 2     | Vera Michallek      | FRG  | 8:55,83    |
| 3     | Yvonne Grabner      | GDR  | 8:58,19    |
| 4     | Sabine Kunkel       | FRG  | 9:07,23    |
| 5     | Claudia Borgschulze | FRG  | 9:17,82    |

Datum: 19. Juni
Die DDR stellte in diesem Wettbewerb nur zwei Teilnehmerinnen.

### 5000 m
| Platz | Athletin         | Land | Zeit (min) |
| ----- | ---------------- | ---- | ---------- |
| 1     | Kathrin Ullrich  | GDR  | 15:20,23   |
| 2     | Kerstin Preßler  | FRG  | 15:38,81   |
| 3     | Gabriele Veith   | GDR  | 15:40,14   |
| 4     | Antje Winkelmann | FRG  | 15:40,14   |
| 5     | Andrea Fleischer | GDR  | 16:38,29   |

Datum: 20. Juni
Die Bundesrepublik Deutschland stellte in diesem Wettbewerb nur zwei Teilnehmerinnen.

### 100 m Hürden
| Platz | Athletin            | Land | Zeit (s) |
| ----- | ------------------- | ---- | -------- |
| 1     | Cornelia Oschkenat  | GDR  | 12,58    |
| 2     | Kerstin Knabe       | GDR  | 12,86    |
| 3     | Claudia Zaczkiewicz | FRG  | 13,01    |
| 4     | Ulrike Denk         | FRG  | 13,07    |
| 5     | Gabi Lippe          | FRG  | 13,48    |

Datum: 20. Juni
Wind: −1,9 m/s
Die DDR stellte in diesem Wettbewerb nur zwei Teilnehmerinnen.

### 400 m Hürden
| Platz | Athletin         | Land | Zeit (s) |
| ----- | ---------------- | ---- | -------- |
| 1     | Susanne Losch    | GDR  | 54,24    |
| 2     | Gudrun Abt       | FRG  | 54,91    |
| 3     | Cornelia Ullrich | GDR  | 55,89    |
| 4     | Sabine Alber     | FRG  | 56,72    |
| 5     | Sandra Seuser    | FRG  | 58,46    |

Datum: 19. Juni
Die DDR stellte in diesem Wettbewerb nur zwei Teilnehmerinnen.

### 4 × 100 m Staffel
| Platz | Besetzung      | Land                                                          | Zeit (s) |
| ----- | -------------- | ------------------------------------------------------------- | -------- |
| 1     | GDR            | Silke Möller Sabine Günther Ingrid Lange Marlies Göhr         | 42,53    |
| 2     | BR Deutschland | Claudia Zaczkiewicz Andrea Thomas Silke-Beate Knoll Ute Thimm | 43,26    |

Datum: 20. Juni

### 4 × 400 m Staffel
| Platz | Besetzung      | Land                                                         | Zeit (min) |
| ----- | -------------- | ------------------------------------------------------------ | ---------- |
| 1     | GDR            | Susanne Losch Kirsten Emmelmann Dagmar Neubauer Petra Müller | 3:19,66    |
| 2     | BR Deutschland | Ute Thimm Helga Arendt Gudrun Abt Gisela Kinzel              | 3:24,13    |

Datum: 19. Juni

### 10 km Gehen
| Platz | Athletin            | Land | Zeit (min) |
| ----- | ------------------- | ---- | ---------- |
| 1     | Beate Anders        | GDR  | 47:21      |
| 2     | Dagmar Grimmenstein | GDR  | 48:09      |
| 3     | Barbara Kollorz     | FRG  | 49:23      |
| 4     | Brigitte Buck       | FRG  | 49:57      |
| 5     | Catrin Rudolph      | FRG  | 51:38      |

Datum: 19. Juni
Die DDR stellte in diesem Wettbewerb nur zwei Teilnehmerinnen.

### Hochsprung
| Platz | Athletin        | Land | Höhe (m) |
| ----- | --------------- | ---- | -------- |
| 1     | Heike Redetzky  | FRG  | 1,98     |
| 2     | Susanne Beyer   | GDR  | 1,88     |
| 3     | Ute Demming     | FRG  | 1,88     |
| 4     | Ute Seidler     | GDR  | 1,88     |
| 5     | Kerstin Brandt  | GDR  | 1,85     |
| 6     | Marion Goldkamp | FRG  | 1,80     |

Datum: 20. Juni
Der Hochsprung war der einzige Wettbewerb mit einem bundesdeutschen Sieg.

### Weitsprung
| Platz | Athletin         | Land | Weite (m) |
| ----- | ---------------- | ---- | --------- |
| 1     | Heike Drechsler  | GDR  | 7,12      |
| 2     | Monika Hirsch    | FRG  | 6,39      |
| 3     | Patricia Bille   | GDR  | 6,24      |
| 4     | Kerstin Poltrock | FRG  | 6,20      |
| 5     | Babett Fuchs     | FRG  | 6,18      |
| 6     | Helga Radtke     | GDR  | 5,54      |

Datum: 19. Juni

### Kugelstoßen
| Platz | Athletin        | Land | Weite (m) |
| ----- | --------------- | ---- | --------- |
| 1     | Ines Müller     | GDR  | 20,69     |
| 2     | Claudia Losch   | FRG  | 20,57     |
| 3     | Kathrin Neimke  | GDR  | 20,33     |
| 4     | Heike Hartwig   | GDR  | 20,27     |
| 5     | Stephanie Storp | FRG  | 19,38     |
| 6     | Iris Plotzitzka | FRG  | 18,89     |

Datum: 19. Juni

### Diskuswurf
| Platz | Athletin         | Land | Weite (m) |
| ----- | ---------------- | ---- | --------- |
| 1     | Gabriele Reinsch | GDR  | 70,20     |
| 2     | Martina Hellmann | GDR  | 69,82     |
| 3     | Dagmar Galler    | FRG  | 59,70     |
| 4     | Ursula Kreutel   | FRG  | 56,12     |
| 5     | Ingrid Belz      | FRG  | 56,02     |

Datum: 20. Juni
Die DDR stellte in diesem Wettbewerb nur zwei Teilnehmerinnen.

### Speerwurf
| Platz | Athletin         | Land | Weite (m) |
| ----- | ---------------- | ---- | --------- |
| 1     | Petra Felke      | GDR  | 76,82     |
| 2     | Silke Renk       | GDR  | 68,12     |
| 3     | Beate Koch       | GDR  | 64,42     |
| 4     | Ingrid Thyssen   | FRG  | 62,70     |
| 5     | Manuela Alizadeh | FRG  | 62,16     |

Datum: 19. Juni
Die Bundesrepublik Deutschland stellte in diesem Wettbewerb nur zwei Teilnehmerinnen.